# Bailleau-Armenonville
Bailleau-Armenonville – miejscowość i gmina we Francji, w Regionie Centralnym, w departamencie Eure-et-Loir.
Według danych na rok 1990 gminę zamieszkiwały 1044 osoby, a gęstość zaludnienia wynosiła 60 osób/km² (wśród 1842 gmin Regionu Centralnego Bailleau-Armenonville plasuje się na 376. miejscu pod względem liczby ludności, natomiast pod względem powierzchni na miejscu 773.).